# Mercury Messenger
Mercury Messenger was een gratis MSN-cliënt met ondersteuning voor Jabber en RSS. Het programma heeft functionaliteit die Windows Live Messenger niet heeft, waaronder een uitgebreide themaondersteuning.
Het programma is geschreven in Java, een programmeertaal die voor verschillende besturingssystemen beschikbaar is.

## Geschiedenis
Mercury Messenger is ontwikkeld in 2002 door een Nederlander en heette aanvankelijk dMSN. Microsoft verzette zich in juli 2004 hiertegen, aangezien dMSN de geregistreerde lettercombinatie MSN bevat. Hierop is besloten de naam te wijzigen in Mercury (Messenger).

## Functionaliteit
Mercury heeft, naast vrijwel alle functies van Windows Live Messenger, ook nog andere functies. Dit zijn bijvoorbeeld:
- De mogelijkheid aan te melden met meerdere accounts/e-mailadressen tegelijk
- Alle chats in één venster, met een tabblad per chat
- Exclusieve spellen die alleen op Mercury te spelen zijn
- Aangepaste nicknames voor elke contactpersoon
- HTML mogelijk in de contactlijst en chatvenster om een scherm te personaliseren
- Een alias om contactpersonenlijsten overzichtelijker te maken
- De mogelijkheid om webcamstreams op te nemen en op te slaan